# 斯圖爾茨點 (加利福尼亞州)
斯圖爾茨點（英語：Stewarts Point）是位於美國加利福尼亞州索諾馬縣的一個非建制地區。該地的面積和人口皆未知。

## 地理
斯圖爾茨點的座標為39°07′46″N 123°23′57″W / 39.12944°N 123.39917°W，而該地的平均海拔高度為33米（即108英尺）。